# Glenn Robinson
Glenn „Big Dog” Robinson (ur. 10 stycznia 1973 w Gary) – amerykański koszykarz, grający na pozycji niskiego skrzydłowego. Mistrz ligi NBA z drużyną San Antonio Spurs w sezonie 2004/2005.
W 1991 wystąpił w meczu gwiazd amerykańskich szkół średnich - McDonald’s All-American.
Glenn Robinson został wybrany z numerem 1 w Drafcie 1994 roku przez Milwaukee Bucks, z którym podpisał 10-letni kontrakt o wartości 68 milionów USD, co w owym czasie uczyniło go najlepiej zarabiającym debiutantem w historii NBA. W swoim pierwszym sezonie gry zdobywał średnio 21,9 punktów na mecz i był to najlepszy wynik wśród debiutantów, ale w głosowaniu na najlepszego z nich przegrał z Grantem Hillem i Jasonem Kiddem, którzy wspólnie zajęli pierwsze miejsce. Znalazł się natomiast w drużynie najlepszych debiutantów NBA All-Rookie Team. W drużynie „kozłów” z Milwaukee Robinson spędził większość swojej kariery w NBA. W tym czasie występował w tym zespole z takimi zawodnikami jak: Vin Baker, Ray Allen i Sam Cassell. Największym zespołowym sukcesem Robinsona w Milwaukee był awans do finałów Konferencji Wschodniej NBA w sezonie 2000/2001 (gdzie przegrali z Philadelphia 76ers). Wystąpił dwukrotnie w Meczu Gwiazd NBA w roku 2000 i 2001 oraz został wybrany do drużyny olimpijskiej USA w 1996 roku, jednak na igrzyskach nie wystąpił z powodu kontuzji. Robinson zajmuje drugie miejsce w klasyfikacji najlepszych strzelców drużyny z Milwaukee zaraz za Kareemem Abdul-Jabbarem, uzyskując w siedmiu z ośmiu sezonów gry w Milwaukee średnią powyżej 20 punktów na mecz.
W 2002 roku Glenn Robinson oddany do drużyny Atlanta Hawks w zamian za Toni'ego Kukoca, Leona Smitha oraz wybór w pierwszej rundzie Draftu 2003. W Atlancie spędził sezon 2002/2003 uzyskując średnią 20,8 punktów na mecz. 23 lipca 2003 roku został wytransferowany do zespołu Philadelphia 76ers. W zespole z Pensylwanii stał się drugim strzelcem drużyny (16,8 pkt. na mecz) w sezonie 2003/2004. W sezonie 2004/2005 nie wystąpił w żadnym spotkaniu drużyny Philadelphia 76ers z powodu kontuzji i 23 lutego 2005 został oddany do zespołu New Orleans Hornets w zamian za Rodneya Rogersa oraz Jamala Mashburna. W zespole „Szerszeni” nie zagrał ani jednego meczu, ponieważ niedługo po zawarciu transakcji klub odstąpił od umowy i Robinson stał się wolnym agentem. W kwietniu 2005 roku podpisał kontrakt do końca sezonu 2004/2005 z klubem San Antonio Spurs, w którym miał zostać wsparciem dla Tima Duncana i Manu Ginobili'ego w fazie play-off. W tym samym sezonie San Antonio Spurs zdobyło mistrzostwo NBA, a Robinson przyczynił się do wywalczenia tytułu występując średnio 8 minut w meczu.
Sezon 2004/2005 był ostatnim w karierze Glenna Robinsona. Na parkietach NBA zdobył w sumie 14234 punktów, a przez cały okres gry wykazał się średnią 20,7 punktów, 6,1 zbiorek, 2,7 asyst oraz 1,2 przechwytów na mecz.

## Osiągnięcia
Na podstawie, o ile nie zaznaczono inaczej.
NCAA
- Uczestnik rozgrywek:
  - Elite Eight turnieju NCAA (1994)
  - turnieju NCAA (1993, 1994)
- Mistrz sezonu regularnego Big 10 (1994)
- Koszykarz Roku:
  - NCAA:
    - im. Johna R. Woodena (1994)[3]
    - im. Naismitha (1994)[4]
    - według:
      - Sporting News (1994)[5]
      - Associated Press (1994)[6]
      - National Association of Basketball Coaches (NABC – 1994)[7]
      - United Press International (1994)[8]
      - Basketball Times (1994)

    - Adolph Rupp Trophy (1994)[9]
    - Oscar Robertson Trophy (1994)[10]

  - Konferencji Big 10 (1994)[11]
- Sportowiec Roku Konferencji Big 10 (1994)
- Laureat Chicago Tribune Silver Basketball (Big Ten MVP – 1994)
- MVP turnieju Great Alaska Shootout (1994)
- Zaliczony do:
  - I składu:
    - All-American (1994)
    - konferencji Big 10 (1993, 1994)
    - turnieju Great Alaska Shootout (1994)

  - II składu All-American (1993)
- Lider strzelców NCAA (1994)[12]

NBA
- Mistrz NBA (2005)
- Uczestnik:
  - meczu gwiazd NBA (2000, 2001)
  - Rookie Challenge (1995)
- Zaliczony do  I składu debiutantów NBA (1995)[13]
- Zawodnik tygodnia (1.01.1997, 17.12.2000, 3.11.2002)
- Debiutant miesiąca (grudzień 1994, kwiecień 1995)